# Oopsis postmaculata
Oopsis postmaculata är en skalbaggsart som beskrevs av Stefan von Breuning 1939. Oopsis postmaculata ingår i släktet Oopsis och familjen långhorningar.
Artens utbredningsområde är:
- Fiji.
- Vanuatu.

Inga underarter finns listade i Catalogue of Life.